# Bombardier Inc.
A Bombardier Inc. kanadai székhelyű multinacionális járműgyártó vállalat. A vállalatot 1942 január 29-én alapította Joseph-Armand Bombardier L'Auto-Neige Bombardier Limitée néven.

## Üzletágak

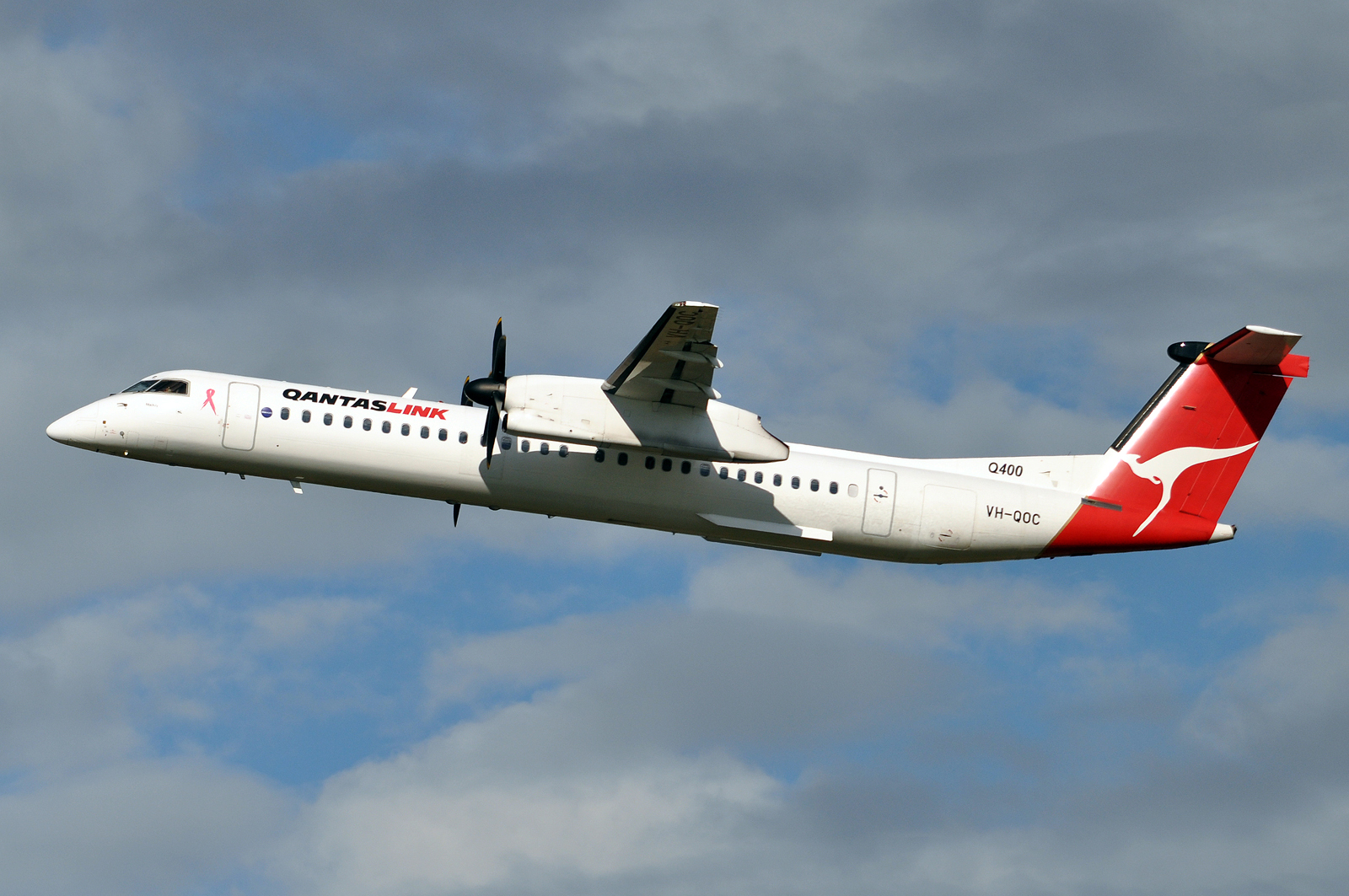
Bombardier repülőgép

- Bombardier Aerospace - repülőgépek regionális forgalomra és üzleti gépek;
- Bombardier Transportation - villamosok és vasúti járművek